# تپه مردان‌آباد ۱
تپه مردان‌آباد ۱ مربوط به دوره تاریخی است و در شهرستان باخرز، ۱/۶ کیلومتری جنوب شرق روستای مردان‌آباد واقع شده و این اثر در تاریخ ۲۴ اسفند ۱۳۸۴ با شمارهٔ ثبت ۱۵۲۳۴ به‌عنوان یکی از آثار ملی ایران به ثبت رسیده‌است.